# ВИТ Джорджия
«ВИТ-Джорджия» (груз. ვიტ ჯორჯია თბილისი) — грузинский футбольный клуб, базирующийся в столице страны, Тбилиси. Команда спонсируется компанией «WIT Georgia Ltd.» (дочерняя компания американской WIT Inc.), производящей корм для домашних животных, аксессуары, а также специализирующейся на импорте ветеринарных лекарственных препаратов.
Домашний стадион клуба — «Армази», вмещает 3 тысячи зрителей, находится в пригороде Тбилиси — городе Мцхета.
В 2004 и 2009 годах «ВИТ-Джорджия» выигрывала Чемпионат Грузии, благодаря чему команда участвовала в квалификации Лиги чемпионов.

## Прежние названия
- с 1968 по 1997: Моркинали
- с 1998: ФК ВИТ Джорджия

## Достижения
- Чемпион Грузии по футболу: 2003/04, 2008/09.
- Обладатель Кубка Грузии по футболу: 2009/10
- Обладатель Суперкубка Грузии по футболу: 2009

Вторая команда клуба «ВИТ Джорджия-2» в сезонах 2004/05—2008/09 играла в Первой лиге, в сезонах 2007/08 и 2008/09 становилась бронзовым призёром зоны «Восток».